# Френч Кемп (Калифорнија)
Френч Кемп (енгл. French Camp) насељено је место без административног статуса у америчкој савезној држави Калифорнија.

## Демографија
По попису из 2010. године број становника је 3.376, што је 733 (-17,8%) становника мање него 2000. године.
| Група             | 2000.         | 2010.         |
| Белци             | 1.482 (36,1%) | 969 (28,7%)   |
| Афроамериканци    | 492 (12,0%)   | 410 (12,1%)   |
| Азијати           | 183 (4,5%)    | 163 (4,8%)    |
| Хиспаноамериканци | 1.847 (45,0%) | 1.748 (51,8%) |
| Укупно            | 4.109         | 3.376         |